# Ambasada Łotwy w Waszyngtonie
Ambasada Łotwy w Waszyngtonie (ang. Embassy of Latvia in Washington, D.C.) – misja dyplomatyczna Republiki Łotewskiej w Stanach Zjednoczonych Ameryki.

## Historia
Stany Zjednoczone Ameryki uznały niepodległość Łotwy 28 lipca 1922. W tym roku otwarto Poselstwo Łotwy w Waszyngtonie. Po zajęciu Łotwy przez Związek Sowiecki, podsekretarz stanu Stanów Zjednoczonych Sumner Welles wydał 23 lipca 1940 dokument nazywany Deklaracją Wellesa, według której Stany Zjednoczone nie uznawały sowieckiej okupacji państw bałtyckich. Na jej podstawie Poselstwo Łotwy w Waszyngtonie, reprezentujące władze Łotwy na emigracji, funkcjonowało przez cały okres przynależności Łotwy do Związku Radzieckiego, ciesząc się pełnym uznaniem dyplomatycznym. Poselstwo Łotwy w Waszyngtonie było jedyną łotewską placówką dyplomatyczną działającą przez cały okres sowieckiej okupacji Łotwy.
Po odzyskaniu przez Łotwę niepodległości 21 sierpnia 1991 i jej uznaniu 2 września 1991 przez prezydenta George’a H.W. Busha, 5 września 1991 podpisano w Rydze memorandum, na podstawie którego podniesiono Poselstwo Łotwy w Waszyngtonie do rangi ambasady. Placówka mieściła się przy 4325 17th Street, N.W..

## Budynek
The Alice Pike Barney Studio House projektu Waddiego Butlera Wooda został zbudowany w 1902 dla amerykańskiej filantropki Alice Pike Barney. Budynek został zaprojektowany w stylu hiszpańskiej misji i zawiera elementy stylów średniowiecznego, renesansowego i gotyckiego. Jego początkowym przeznaczeniem było wystawienie przedstawień muzycznych i teatralnych.
Po śmierci Barney w 1931 budynek był wykorzystywany w różnych celach, m.in. jako siedziba ambasady Peru i poselstwa Kolumbii. W 1960 stał się własnością Smithsonian Institution’s American Association of Museums. W 1999 budynek został zakupiony przez prywatnego nabywcę, który w listopadzie 2001 odsprzedał go ambasadzie łotewskiej. Łotysze poddali budynek kompleksowej renowacji. Ambasada wprowadziła się do niego pod koniec 2005.